# Skrjabinus skrjabini
Skrjabinus skrjabini ist eine Art der Saugwürmer. Er ist ein Parasit der Gallenblase beim Neuntöter und kommt in Europa und Asien vor.

## Merkmale
Skrjabinus skrjabini ist lanzett- oder blattförmig und 3,5 bis 4,6 mm lang. Er verbreitert sich zwischen den beiden Saugnäpfen und hat mit 1,5 bis 1,8 mm seine größte Breite am Vorderrand der Dotterstöcke. Das Hinterende ist zugespitzt, die Körperoberfläche glatt und ohne Dornen. Die beiden Saugnäpfe liegen eng benachbart im vorderen Körperdrittel. Der länglich-ovale Mundsaugnapf liegt subterminal und ist 377–464 × 348–406 µm groß. Der Bauchsaugnapf ist schwach entwickelt und 368–536 × 493–536 µm groß. Der Pharynx liegt im Bereich des Mundsaugnapfs und ist 128–139 × 157–186 µm groß. Der Ösophagus ist sehr kurz. Die Darmgabel liegt dadurch dicht hinter dem Pharynx. Die beiden Blinddärme sind relativ englumig, ziehen entlang der Körperränder bis nahe dem spitzen Körperende.
Die beiden, relativ kleinen ovalen Hoden liegen seitlich auf Höhe des Bauchsaugnapfs oder etwas dahinter, reichen aber nie bis zum Bauchsaugnapf. Sie sind durch Uterusschlingen voneinander separiert. Der linke Hoden misst 184–264 × 184–261 µm, der rechte 184–302 × 184–290 µm. Der Cirrus-Sack ist 209–350 × 92–128 µm groß und beginnt im Bereich der Darmgabel. Die Geschlechtsöffnung liegt im Bereich des Pharynx. Das Ovar ist glatt und kugelig oder breitoval und liegt meist im zweiten Körperdrittel. Es ist 184–232 × 230–252 µm groß und von den Hoden durch viele Uterusschlingen separiert. Die Mehlis-Drüse ist rund oder breitoval und meist etwas größer als das Ovar. Beide Organe liegen nahe beieinander und überlappen sich meist etwas. Der Dotterstock ist in Form zweier Bänder ausgebildet, das längere ist 1,5 bis 1,9 mm, der kürzere Ast 1,2 bis und 1,7 mm lang. Sie liegen seitlich und reichen vom Hinterrand der Hoden bis zum Ende des dritten Viertels des Körpers. Ihre Ausführungsgänge verbinden sich am Hinterrand des Ovars und bilden einen kleinen Vitellinsack. Die Dotterstöcke sind mit zahlreichen kleinen Dotterkugeln angefüllt. Die Uterusschlingen ziehen vom Ovar bis zum Körperende und wieder zurück, nur der Raum zwischen Ovar und Mehlis-Drüse bleibt frei. Die Uterusschlingen reichen nach vorn bis zu Darmgabel, bedecken aber nicht die Hoden und münden auf der Geschlechtsöffnung. Sie sind mit Eiern gefüllt. Die Eier sind klein, schwarzbraun, dickschalig und 32–36 × 22–25 µm groß. Das Ausscheidungssystem ist Y-förmig.